# Issedones
Os Issedones (Ἰσσηδόνες) era um antigo povo da Ásia Central no final da rota comercial que conduzia ao nordeste da Cítia, descrita na perdida obra Arimaspeia de Aristeas de Proconeso, de Heródoto em sua História (IV.16-25) e por Ptolomeu em sua Geografia. Como os masságetas ao sul, os Issedones são descritos por Heródoto como semelhantes, mas distintos dos citas. 

## Localização

Issedones em antigo mapa-mundi grego

A localização exata de seu país na Ásia Central é desconhecida. Os Issedones são "colocados por alguns na Sibéria Ocidental e por outros no Turquestão Chinês", de acordo com E. D. Phillips '.
Heródoto, que supostamente obteve suas informações por meio de fontes Gregas e da Cítia, os descreve como vivendo a leste da Cítia e ao norte do masságetas, enquanto o geógrafo Ptolomeu (VI.16.7 ) parece colocar as estações comerciais de Issedão Cítia e Issedão Sérida na Bacia do Tarim. Alguns especulam que são as pessoas descritas nas fontes chinesas como Usun. J.D.P. Bolton os coloca mais ao nordeste, nas encostas sudoeste das montanhas Altai.
Outra localização da terra dos Issedones pode ser inferida do relato de Pausânias. De acordo com o que foi dito ao viajante grego em Delos, no segundo século EC, os Arimaspos ficavam ao norte dos Issedones, e os citas estavam ao sul deles:
| “ | Em Prásias [na Ática] há um templo de Apolo. Eles dizem que são enviadas as primícias dos hiperbóreos, e os hiperbóreos as entregam ao Arimaspos, os Arimaspos aos Issedones, destes os citas os trazem para Sinope, de onde são carregados por Gregos para Prásias e os atenienses os levam para Delos. "- Pausanias 1.31.2 | ” |

As duas cidades de Issedon Cítia e Issedon Sérica foram identificadas com cinco cidades na Bacia de Tarim: Chiuci, Ianqui, Xule, Gumo e Jinguejue, enquanto Iútia é identificado com a última. Os Issedones eram conhecidos pelos gregos já no final do sétimo século aC, por Estêvão de Bizâncio relata que o poeta Alcman mencionou "Essedones" e Heródoto relatou que um lendário grego da mesma época, Aristeas de Proconeso filho de Caustróbio de Proconesso (ou Cízico), conseguiu penetrar no país dos Issedones e observou seus costumes em primeira mão. Ptolomeu relata uma história semelhante sobre um comerciante sírio.
O escoliata bizantino João Tzetzes, que localiza os Issedones geralmente "na Cítia", cita algumas linhas no sentido de que os Issedones "exultam com cabelos longos e esvoaçantes" e menciona os Arimaspos, homens caolhos, para o norte.
De acordo com Heródoto, os Issedones praticavam  canibalismo ritual de seus homens idosos, seguido por um banquete ritual no qual a família do falecido patriarca comia sua carne, dourava seu crânio e o colocava em uma posição de honra muito semelhante a uma imagem de culto como diz Heródoto (IV.26): "Diz-se que os Issedones têm estes costumes: quando o pai de um homem morre, todos os parentes trazem gado para a casa, e depois matam eles e cortaram a carne, eles cortaram também o cadáver do pai de seu anfitrião, e misturando toda a carne juntos, eles prepararam um banquete. "
Práticas semelhantes obtidas entre os masságetas (Heródoto I.217) e os citas  Além disso, os Issedones deveriam ter mantido suas esposas em comum. Isso pode indicar poliandria institucionalizada e um status elevado para as mulheres (Heródoto IV.26: "e suas mulheres têm direitos iguais aos dos homens").

## Controvérsia de canibalismo
Os arqueólogos E. M. Murphy e J. P. Mallory da Queen's University of Belfast argumentaram ( Antiquity , 74 (2000): 388-94) que Heródoto estava errado em sua interpretação do que ele imaginava ser canibalismo. Sítios recentemente escavados no sul da Sibéria, como o grande cemitério em Aymyrlyg em Tuva contendo mais de 1.000 sepultamentos do período cita, revelaram acúmulos de ossos frequentemente dispostos em ordem anatômica. Isso indica sepultamentos de cadáveres semidecompostos ou esqueletos deflagrados, às vezes associados a bolsas de couro ou de pano. Marcas em alguns ossos mostram marcas de corte de natureza indicativa de desarticulação, mas a maioria parece sugerir que isso ocorreu em esqueletos adultos. Murphy e Mallory sugerem que, como os Issedones eram nômades que viviam com rebanhos de gado, eles subiam as montanhas no verão, mas queriam que seus mortos fossem enterrados em seu acampamento de inverno; a remoção e desmembramento das pessoas que morreram no verão teria sido mais higiênico do que permitir que os cadáveres se decomponham naturalmente no calor do verão. O enterro dos restos desmembrados teria ocorrido no outono, após o retorno ao acampamento de inverno, mas antes que o solo estivesse completamente congelado. Esses procedimentos de remoção e desmembramento podem ter sido confundidos com evidências de canibalismo por observadores estrangeiros.
Murphy e Mallory não excluem a possibilidade de que a carne removida dos corpos tenha sido consumida. Arqueologicamente, essas atividades permanecem invisíveis. Mas eles apontam que em outro lugar, Heródoto cita outra tribo (andrófagos) como o único grupo a comer carne humana.
Por outro lado, Dr. Timothy Taylor   points out:
- 1. Heródoto relata que os chamados "andrófagos" são os "únicos" habitantes da região a praticar o canibalismo. No entanto, uma distinção deve ser feita entre "canibalismo gustativo agressivo" (ou seja, caçar humanos para se alimentar) e as práticas reverenciais ritualizadas relatadas entre os Issedones e Masságetas.
- 2. Os povos do tipo cita eram renomados embalsamadores e presumivelmente não teriam necessidade de deflagração funerária para atrasar [decomposição do cadáver.
- 3. Heródoto descreve especificamente a remoção da carne e a mistura com outros alimentos para fazer um ensopado funerário.

O Dr. Taylor conclui: "Inferir o canibalismo funerário reverencial neste caso é, portanto, a abordagem mais cautelosa do ponto de vista acadêmico".